# Карс
Карс (тур. Kars, азерб. Qars, курд. Qers, вірм. Կարս or Ղարս, грец. Καρσούντα, трансліт. Karsounta) — місто на північному сході Туреччини, адміністративний центр провінції Карс. Населення становить 78,5 тис. чоловік (2000). Є залізнична станція й аеродром. Центр молочного тваринництва й вівчарства. В Карсі знаходиться Кавказький Університет (Kafkas Üniversiteti).

## Історія
В 10-11 століттях — фортечний центр вірменського Карського царства. В кінці 11 століття захоплений Візантією, а пізніше — сельджуками. Наприкінці 12 століття разом із частиною Північної Вірменії увійшов до складу Грузинського царства. З 16 століття належав до володінь Османської імперії, що перетворила його в опорний пункт для поширення свого впливу на Закавказзі.
Під час російсько-турецьких воєн 19 століття фортеця Карс стала одним з головних об'єктів боротьби на Кавказькому театрі воєнних дій.
В 1807 російські війська безуспішно штурмували Карс. В 1828 місто було узяте штурмом російськими військами, але згодом місто повернули Османській імперії.
В 1855 османський гарнізон відбив атаки російських військ, але після п'ятимісячної облоги капітулював через голод.
У листопаді 1877 Карс був узятий російськими військами в результаті стрімкого штурму й згідно з умовами Сан-Стефанского мирного договору 1878 відійшов до Росії. Після цього більш як 82000 мусульман покинули ці місця і переїхали в Османську імперію, лише з міста Карс виїхало 11000 людей.
За Брестським договором 1918 року Карс відійшов до Османської імперії разом з округами Батум і Ардаган.
З 1919 року Карс був під контролем Вірменської республіки.
За Карським договором 1921 року Карс остаточно ввійшов до складу Туреччини.

## Особистості
У Карсі провів своє дитинство та юність філософ-містик та духовний вчитель Георгій Іванович Гурджієв. Також тут народився графік Акопов А. Т..